# Seznam zápasů české fotbalové reprezentace na MS
Seznam zápasů české fotbalové reprezentace na mistrovstvích světa ve fotbale (včetně kvalifikačních).
- x – x = vítěz Česká republika.
- x – x = remíza.

| Datum utkání       | Soupeř          | Výsledek | Soutěž                 | Místo utkání     | Branky Česka                                                                                            |
| ------------------ | --------------- | -------- | ---------------------- | ---------------- | --- |
| 18. září 1996      | Malta           | 0 – 6    | Kvalifikace na MS 1998 | Teplice          | Patrik Berger (1 + 1 penalta), Pavel Nedvěd, Luboš Kubík, Vladimír Šmicer, Martin Frýdek                |
| 9. října 1996      | Španělsko       | 0 – 0    | Kvalifikace na MS 1998 | Praha            | Ne |
| 10. listopadu 1996 | Jugoslávie      | 1 – 0    | Kvalifikace na MS 1998 | Bělehrad         | Ne |
| 2. dubna 1997      | Jugoslávie      | 2 – 1    | Kvalifikace na MS 1998 | Praha            | Radek Bejbl                                                                                             |
| 8. června 1997     | Španělsko       | 1 – 0    | Kvalifikace na MS 1998 | Valladolid       | Ne |
| 20. srpna 1997     | Faerské ostrovy | 0 – 2    | Kvalifikace na MS 1998 | Teplice          | Pavel Kuka, Luboš Kozel                                                                                 |
| 24. srpna 1997     | Slovensko       | 2 – 1    | Kvalifikace na MS 1998 | Bratislava       | Vladimír Šmicer                                                                                         |
| 6. září 1997       | Faerské ostrovy | 0 – 2    | Kvalifikace na MS 1998 | Toftir           | Vladimír Šmicer, Pavel Kuka                                                                             |
| 24. září 1997      | Malta           | 0 – 1    | Kvalifikace na MS 1998 | Ta'Qali          | Radek Bejbl                                                                                             |
| 11. října 1997     | Slovensko       | 0 – 3    | Kvalifikace na MS 1998 | Praha            | Vladimír Šmicer, Horst Siegl, Jiří Novotný                                                              |
| 2. září 2000       | Bulharsko       | 0 – 1    | Kvalifikace na MS 2002 | Sofie            | Karel Poborský                                                                                          |
| 7. října 2000      | Island          | 0 – 4    | Kvalifikace na MS 2002 | Teplice          | 2x Jan Koller, 2x Pavel Nedvěd                                                                          |
| 11. října 2000     | Malta           | 0 – 0    | Kvalifikace na MS 2002 | Ta'Qali          | Ne |
| 24. března 2001    | Severní Irsko   | 0 – 1    | Kvalifikace na MS 2002 | Belfast          | Pavel Nedvěd                                                                                            |
| 28. března 2001    | Dánsko          | 0 – 0    | Kvalifikace na MS 2002 | Praha            | Ne |
| 2. června 2001     | Dánsko          | 2 – 1    | Kvalifikace na MS 2002 | Kodaň            | Roman Týce                                                                                              |
| 6. června 2001     | Severní Irsko   | 1 – 3    | Kvalifikace na MS 2002 | Teplice          | 2x Pavel Kuka, Milan Baroš                                                                              |
| 1. září 2001       | Island          | 3 – 1    | Kvalifikace na MS 2002 | Reykjavík        | Marek Jankulovski                                                                                       |
| 5. září 2001       | Malta           | 2 – 3    | Kvalifikace na MS 2002 | Teplice          | Marek Jankulovski, Vratislav Lokvenc, Milan Baroš                                                       |
| 6. října 2001      | Bulharsko       | 0 – 6    | Kvalifikace na MS 2002 | Praha            | 2x Tomáš Rosický, 2x Pavel Nedvěd, Milan Baroš, Vratislav Lokvenc                                       |
| 10. listopadu 2001 | Belgie          | 1 – 0    | Baráž na MS 2002       | Brusel           | Ne |
| 14. listopadu 2001 | Belgie          | 1 – 0    | Baráž na MS 2002       | Praha            | Ne |
| 8. září 2004       | Nizozemsko      | 2 – 0    | Kvalifikace na MS 2006 | Amsterdam        | Ne |
| 9. října 2004      | Rumunsko        | 0 – 1    | Kvalifikace na MS 2006 | Praha            | Jan Koller                                                                                              |
| 13. října 2004     | Arménie         | 0 – 3    | Kvalifikace na MS 2006 | Jerevan          | 2x Jan Koller, Tomáš Rosický                                                                            |
| 17. listopadu 2004 | Makedonie       | 0 – 2    | Kvalifikace na MS 2006 | Skopje           | Vratislav Lokvenc, Jan Koller                                                                           |
| 26. března 2005    | Finsko          | 3 – 4    | Kvalifikace na MS 2006 | Teplice          | Milan Baroš, Tomáš Rosický, Jan Polák, Vratislav Lokvenc                                                |
| 30. března 2005    | Andorra         | 0 – 4    | Kvalifikace na MS 2006 | Andorra la Vella | Marek Jankulovski (penalta), Milan Baroš, Vratislav Lokvenc, Tomáš Rosický (penalta)                    |
| 4. června 2005     | Andorra         | 1 – 8    | Kvalifikace na MS 2006 | Liberec          | 2x Vratislav Lokvenc, Jan Koller, Vladimír Šmicer, Tomáš Galásek, Milan Baroš, Tomáš Rosický, Jan Polák |
| 8. června 2005     | Makedonie       | 1 – 6    | Kvalifikace na MS 2006 | Teplice          | 4x Jan Koller, Tomáš Rosický, Milan Baroš                                                               |
| 3. září 2005       | Rumunsko        | 2 – 0    | Kvalifikace na MS 2006 | Constanța        | Ne |
| 7. září 2005       | Arménie         | 1 – 4    | Kvalifikace na MS 2006 | Olomouc          | 2x Jan Polák, Marek Heinz, Milan Baroš                                                                  |
| 8. října 2005      | Nizozemsko      | 2 – 0    | Kvalifikace na MS 2006 | Praha            | Ne |
| 12. října 2005     | Finsko          | 0 – 3    | Kvalifikace na MS 2006 | Helsinky         | Tomáš Jun, Tomáš Rosický, Marek Heinz                                                                   |
| 12. listopadu 2005 | Norsko          | 0 – 1    | Baráž na MS 2006       | Oslo             | Vladimír Šmicer                                                                                         |
| 16. listopadu 2005 | Norsko          | 0 – 1    | Baráž na MS 2006       | Praha            | Tomáš Rosický                                                                                           |
| 12. června 2006    | USA             | 0 – 3    | MS 2006                | Gelsenkirchen    | 2x Tomáš Rosický, Jan Koller                                                                            |
| 17. června 2006    | Ghana           | 2 – 0    | MS 2006                | Kolín nad Rýnem  | Ne |
| 22. června 2006    | Itálie          | 2 – 0    | MS 2006                | Hamburk          | Ne |
| 10. září 2008      | Severní Irsko   | 0 – 0    | Kvalifikace na MS 2010 | Belfast          | Ne |
| 11. říjen 2008     | Polsko          | 2 – 1    | Kvalifikace na MS 2010 | Chořov           | Martin Fenin                                                                                            |
| 15. říjen 2008     | Slovinsko       | 0 – 1    | Kvalifikace na MS 2010 | Teplice          | Libor Sionko                                                                                            |
| 19. listopad 2008  | San Marino      | 0 – 3    | Kvalifikace na MS 2010 | Serravalle       | Radoslav Kováč, Zdeněk Pospěch, Tomáš Necid                                                             |
| 28. březen 2009    | Slovinsko       | 0 – 0    | Kvalifikace na MS 2010 | Celje            | Ne |
| 1. duben 2009      | Slovensko       | 2 – 1    | Kvalifikace na MS 2010 | Praha            | Marek Jankulovski                                                                                       |
| 5. září 2009       | Slovensko       | 2 – 2    | Kvalifikace na MS 2010 | Bratislava       | Daniel Pudil, Milan Baroš                                                                               |
| 9. září 2009       | San Marino      | 0 – 7    | Kvalifikace na MS 2010 | Uherské Hradiště | 4x Milan Baroš, 2x Václav Svěrkoš, Tomáš Necid                                                          |
| 10. říjen 2009     | Polsko          | 0 – 2    | Kvalifikace na MS 2010 | Praha            | Tomáš Necid, Jaroslav Plašil                                                                            |
| 14. říjen 2009     | Severní Irsko   | 0 – 0    | Kvalifikace na MS 2010 | Praha            | Ne |
| 8. září 2012       | Dánsko          | 0 – 0    | Kvalifikace na MS 2014 | Kodaň            | Ne |
| 12. října 2012     | Malta           | 1 – 3    | Kvalifikace na MS 2014 | Plzeň            | Theodor Gebre Selassie, Tomáš Pekhart, Jan Rezek                                                        |
| 16. října 2012     | Bulharsko       | 0 – 0    | Kvalifikace na MS 2014 | Praha            | Ne |
| 22. března 2013    | Dánsko          | 3 – 0    | Kvalifikace na MS 2014 | Olomouc          | nokdo                                                                                                   |
| 26. března 2013    | Arménie         | 0 – 3    | Kvalifikace na MS 2014 | Jerevan          | 2x Matěj Vydra, Daniel Kolář                                                                            |
| 8. června 2013     | Itálie          | 0 – 0    | Kvalifikace na MS 2014 | Praha            | Ne |
| 6. září 2013       | Arménie         | 2 – 1    | Kvalifikace na MS 2014 | Praha            | Tomáš Rosický                                                                                           |
| 10. září 2013      | Itálie          | 2 – 1    | Kvalifikace na MS 2014 | Turín            | Libor Kozák                                                                                             |
| 11. října 2013     | Malta           | 1 – 4    | Kvalifikace na MS 2014 | Ta' Qali         | Tomáš Hübschman, David Lafata, Václav Kadlec, Tomáš Pekhart                                             |
| 15. října 2013     | Bulharsko       | 0 – 1    | Kvalifikace na MS 2014 | Sofie            | Bořek Dočkal                                                                                            |
| 4. září 2016       | Severní Irsko   | 0 – 0    | Kvalifikace na MS 2018 | Praha            | Ne |
| 8. října 2016      | Německo         | 3 – 0    | Kvalifikace na MS 2018 | Hamburk          | Ne |
| 11. října 2016     | Ázerbájdžán     | 0 – 0    | Kvalifikace na MS 2018 | Ostrava          | Ne |
| 11. listopadu 2016 | Norsko          | 1 – 2    | Kvalifikace na MS 2018 | Praha            | Michael Krmenčík, Jaromír Zmrhal                                                                        |
| 26. března 2017    | San Marino      | 0 – 6    | Kvalifikace na MS 2018 | Serravalle       | 2x Antonín Barák, 2x Vladimír Darida, Theodor Gebre Selassie, Michael Krmenčík                          |
| 10. června 2017    | Norsko          | 1 – 1    | Kvalifikace na MS 2018 | Oslo             | Theodor Gebre Selassie                                                                                  |
| 1. září 2017       | Německo         | 2 – 1    | Kvalifikace na MS 2018 | Praha            | Vladimír Darida                                                                                         |
| 4. září 2017       | Severní Irsko   | 2 – 0    | Kvalifikace na MS 2018 | Belfast          | Ne |
| 5. října 2017      | Ázerbájdžán     | 1 – 2    | Kvalifikace na MS 2018 | Baku             | Jan Kopic, Antonín Barák                                                                                |
| 8. října 2017      | San Marino      | 0 – 5    | Kvalifikace na MS 2018 | Plzeň            | 2x Michael Krmenčík, Jan Kopic, Filip Novák, Václav Kadlec                                              |
| 24. března 2021    | Estonsko        | 2 – 6    | Kvalifikace na MS 2022 | Lublin           | Patrik Schick, Antonín Barák, 3x Tomáš Souček, Jakub Jankto                                             |
| 27. března 2021    | Belgie          | 1 – 1    | Kvalifikace na MS 2022 | Praha            | Lukáš Provod                                                                                            |
| 30. března 2021    | Wales           | 1 – 0    | Kvalifikace na MS 2022 | Cardiff          | |